# دی اتیل مرکوری
دی اتیل مرکوری (به انگلیسی: Diethylmercury) با فرمول شیمیایی C4H10Hg یک ترکیب شیمیایی با شناسه پاب‌کم 6809 است. که جرم مولی آن ۲۵۸٫۷۱ گرم بر مول می‌باشد. شکل ظاهری این ترکیب، مایع بی‌رنگ است.